# Verfassungsbild
Die im August 1831 erschienene Lithografie Petition einer Kasseler Bürgerdelegation bei Kurfürst Wilhelm II. (häufig auch kurz: Verfassungsbild) von Ludwig Emil Grimm zeigt das Zusammentreffen Kasseler Bürger mit Kurfürst Wilhelm II. von Hessen am 15. September 1830. Die Lithografie wurde von dem Frankfurter Friedrich Carl Vogel verlegt. Das Motiv stellt die Forderung der Kasseler Bürgerschaft für eine kurhessische Verfassung dar, welche daraufhin im folgenden Jahr erlassen wurde.

## Beschreibung
Die Komposition der Dargestellten steigert sich von links nach rechts. Am linken Bildrand steht Kurfürst Wilhelm II. in Galauniform an einen Schreibtisch gelehnt. Der Regent ist im strengen Profil dargestellt und nimmt von seinem Gegenüber, dem Bürgermeister Karl Schomburg, ein Schriftstück entgegen. Insgesamt stehen dem Kurfürsten 21 dicht zusammengedrängt stehende Männer gegenüber, die sich durch eine detailreiche Ausarbeitung der Geschichtszüge auszeichnen. Die Deputation ist so gestaffelt, dass jeder Dargestellte zu erkennen ist und keiner den anderen verdeckt. Am rechten Rand der Personengruppe wendet sich der sogenannte Bürgerkönig Karl Herbold dem Fenster zu und winkt mit einem Taschentuch hinaus. Der Innenraum wird hingegen nur skizzenhaft dargestellt. Dabei beherrschen drei Fenster die rückseitige Wand, durch die der Blick des Betrachters auf den Friedrichsplatz gelenkt wird. Hinter dem linken Fenster ist eine jubelnde Volksmasse zu erkennen.

## Hintergrund

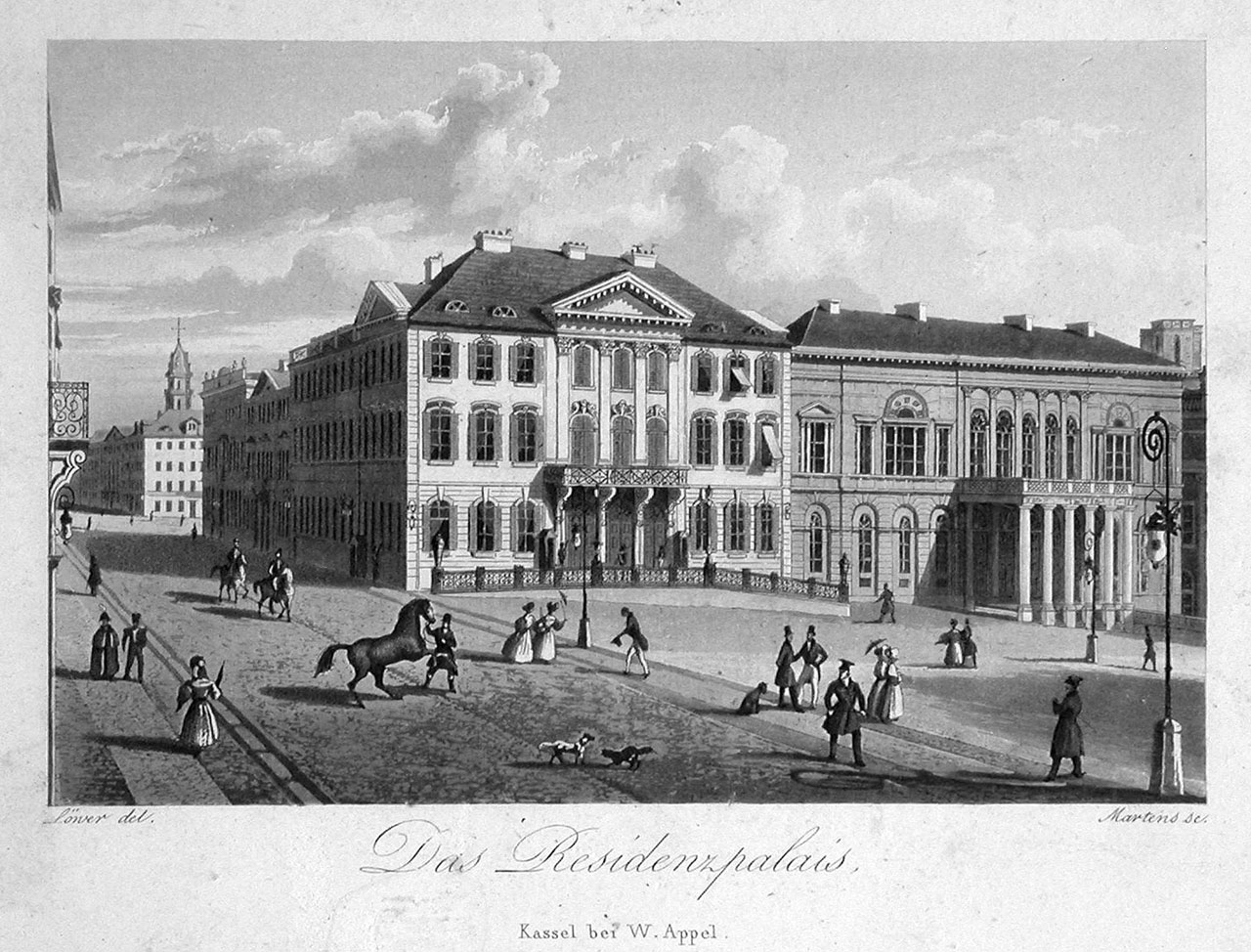
Das Weiße Palais, Schauplatz der Ereignisse

Ludwig Emil Grimm stellt den Augenblick dar, in dem eine von der Bürgerversammlung gewählte Abordnung dem Landesherrn eine von etwa 1400 Kasseler Bürgern unterzeichnete Petition überreicht. Diese Petition fordert die Einberufung der kurhessischen Ständeversammlung und die Einführung einer noch immer fehlenden Verfassung für das Kurfürstentum Hessen. Eine Wirtschaftskrise, die daraus resultierende Not für die Bevölkerung und die politischen Ereignisse im Ausland geben dieser Forderung Nachdruck. Kulisse des Ereignisses bildet das Arbeitszimmer des Kurfürsten im ersten Obergeschoss des Weißen Palais am Friedrichsplatz. Zahlreiche Vorentwürfe des Künstlers dokumentieren die Entstehung des Bildes als Auftragsarbeit für den Kasseler Magistrat bzw. die beteiligten Kämpfer für eine Verfassung. Ludwig Emil Grimm war bei dem Ereignis selbst nicht zugegen, sondern porträtierte die Dargestellten einzeln und fügte sie zu einer Gruppe zusammen. An seinen Bruder Wilhelm Grimm schreibt er im August 1831:

„eine lästerliche Arbeit [...] den ganzen tag schwimmen mir die Magistrats Mitglieder vor den Augen herum u als röche ich ihr Handwerk, der nach e. Gläschen Anis, der nach tuch, der nach Mehl, der andere nach einem gegerbten Fell u so alles durcheinander.“

Es handelt sich um ein häufig reproduziertes Erinnerungsbild der teilnehmenden Kasseler Bürger bei ihrem Versuch, dem reaktionären Landesfürsten eine Verfassung abzuringen. Die Gruppe der abgeordneten Bürger erscheint dicht gedrängt, Spiegelbild der fest entschlossenen Bürgerschaft Kassels, der Kurfürst hingegen steht isoliert am linken Bildrand und am anderen Ende der Komposition der liberale Volksheld Herbold. Die Ereignisse des 15. September beschreibt Philipp Losch wie folgt:

„Die von dem Obergerichtsanwalt Hahn sehr geschickt verfaßte Bittschrift schilderte in bewegten Worten den Zustand des Landes „in der gegenwärtigen nahrungslosen schon allgemein bewegten Zeit“ und gipfelte in der Bitte: „Versammeln Euere Königliche Hoheit Ihre Stände, um sich als Vater mit Ihren Kindern zu beraten, wie uns in unserer Not zu helfen sei. Nur um Liebe flehen wir für unsere Liebe, nur um Vertrauen für unser Vertrauen.“ So kam der folgenschwere 15. September 1830 heran. Eine tausendköpfige Menge umstand das Schloß, als der Kurfürst von Wilhelmshöhe herabkam, und bald darauf der Casseler Stadtrat unter Führung des beliebten Bürgermeisters Schomburg durch das Portal schritt. Unter fieberhafter Spannung wartete das Volk auf das verabredete Zeichen, das der Küfermeister Herbold vom Fenster des Schlosses aus geben sollte. Und als dann „Hessens Massaniello“ — man weiß nicht recht, wer ihm den albernen Ranien gegeben hat — das weiße Taschentuch als Zeichen der Erhörung flattern ließ, da brach ein Sturm der Begeisterung los, als ob nun mit einem Male das kurfürstliche „Ja“ aller Not und allen Klagen ein Ende gemacht hätte. Dem Kurfürsten, der leicht gerührt war, waren die Tränen über die Backen geflossen, als Schomburg die Notlage des Landes schilderte. Er versicherte, daß er von solcher Not nichts geahnt und nichts gewußt habe, daß es immer seich, eifrigstes Bestreben gewesen, das Wohl seiner Untertanen zu fördern, und daß er gern ihren Bitten, die Landstände einzuberufen, willfahre. Er mußte auf den Balkon treten, und die Hochrufe der Menge wollten gar kein Ende nehmen und begleiteten ihn auch auf seiner Rückfahrt nach Wilhelmshöhe.“

Dargestellt sind neben dem Kurfürsten und dem Bürgermeister Schomburg folgende Personen:
- Johann Heinrich Keßler, Kommerzienrat (geb. 1768)
- Heinrich Eskuche, Kommissionsrat
- Christian Dietrich, Quartierkommissar (geb. 1765)
- Johann Christian Arnold, Tapetenfabrikant (1759–1842)
- Wilhelm Korckhausen, Privatier (1765–1834)
- Jakob Ludwig Clément, Goldschmied (1749–1837)
- Friedrich Ludwig, Kaufmann
- Ludwig Christoph Nagell, Kaufmann (1766–1840)
- Simon Wille, Kaufmann (1774–1847)
- Adam Berninger, Weinhändler (1764–1841)
- Heinrich Pinhard, Lederfabrikant (geb. ca. 1775)
- August Schellhase, Kunstgärtner
- Johann Heinrich Escherich, Kaufmann (geb. 1768)
- Lukas Bernhard Möli, Konditor (1782–1836)
- Conrad Wilhelm Kolbe, Fabrikant (geb. 1779)
- Wilhelm Köber, Privatier (1771–1847)
- Wilhelm Jäckel, Inhaber der Firma Jäckel & Herzog, (1785–1855)
- Karl Herbold, Küfermeister (1796–1866)
- Konrad Kersting, Gastwirt Stadt London
- Heinrich Wenzel, Gastwirt Stadt Bremen (geb. 1793)

Die Gastwirte Kersting und Wenzel, der Weinhändler Berninger und der mit einem Taschentuch das Zeichen an die Wartenden gebende Karl Herbold waren Bürgerdeputierte, alle anderen Mitglieder des Stadtrates. Nur Konrad Kersting wollte nicht porträtiert werden und dreht deswegen dem Betrachter in der Darstellung den Rücken zu.